# Agaricus
Agaricus je rod pečuraka koji sadrži jestive i otrovne vrste, sa preko 300 članova širom sveta. Ovaj rod obuhvata obične gljive (Agaricus bisporus) i poljsku pečurku (Agaricus campestris), koje su dominantni kultivari gljiva na zapadu.
Članovi roda Agaricus su karakterisini mesnatom kapom ili klobukom, s donje strane iz koga rastu brojne zrakaste pločice ili škrge na kojima se proizvode gole spore. One se razlikuju od ostalih članova porodice, Agaricaceae, po njihovim čokoladno-smeđim sporama. Pripadnici ovog roda takođe imaju stabljiku ili struk, koja ih uzdiže iznad objekta na kome gljiva raste, ili supstrata, i delimični veo, koji štiti škrge u razvoju i kasnije formira prsten ili nazubljenje na stabljici.

## Spisak vrsta
Rod pečurki Agaricus sadrži oko 200 vrsta distribuiranih širom sveta.
- [6]
- [7]
- – Severna Amerika[8]
- [9]
- [10]
- – konjska pečurka
- – princ
- (2012) – Evropa[11]
- – Asia[12]
- – kultivirana pečurka
- (2005) – Evropa[13]
- (2014) – Španija[14]
- [15]
- [16]
- – poljska pečurka, Agaricus campestrislivadska pečurka (SAD)
- [17]
- [7]
- [18]
- [19]
- [8]
- (2008) – Kalifornija[5]
- (2010)
- [17]
- [20]
- [17]
- – Španija[21]
- – Tajland[12]
- (2008)
- [17]
- [18]
- [22]
- [23]
- [24]
- (2008)
- – Tajland[25]
- – Južna Amerika[26]
- [17]
- [27]
- – Kalifornija
- [28]
- [29] – Brazil
- – šumska pečurka
- (2008)
- [16]
- (2010)
- (2008) – Kalifornija[5]
- – Kina[30]
- (2008)[5]
- [31][32]
- [27]
- [33]

Smatra se da Echigoshirayukidake (Basidiomycetes-X) takođe pripada rodu Agaricus, bilo kao podvrsta vrste Agaricus blazei ili kao nova vrsta.